# Dmitry Ilyich Ulyanov
Dmitri Ilyich Ulyanov em russo:  Дми́трий Ильи́ч Улья́нов (Simbirsk, 16 de agosto de 1874 — Gorki Leninskiye, 16 de julho de 1943) foi um médico e revolucionário russo, o irmão mais novo de Aleksandr Ulyanov e Vladimir Lenin.
Como estudante de medicina da Universidade Estatal de Moscovo, se envolveu com a atividade revolucionária e juntou-se ao ilegal Rabochevo soyuza. Foi preso pela primeira vez em 1897. No ano seguinte, foi posto sob vigilância pela polícia de Podolsk. Como a fama de seu irmão cresceu, ele iria sofrer inúmeras prisões. Em 1900, se tornou correspondente do Iskra. No ano seguinte, formou-se na Faculdade de Medicina da Universidade de Tartu.
Como médico e marxista, Ulyanov procurou aplicar sua formação médica para a luta revolucionária. Durante a Revolução de 1905, forneceu assistência médica aos grevistas em Simbirsk. Tornou-se um membro de confiança do Partido Operário Social-Democrata Russo e foi delegado do seu Segundo Congresso. Atuou como representante do Comitê Central em Kiev. Seus deveres o levaram por toda a Rússia e  Ucrânia, primeiro a Serpukhov, depois para Teodósia na Crimeia.
No início da Primeira Guerra Mundial, Ulyanov foi mobilizado para o exército. Atuou como um oficial médico em Sevastopol, em Odessa, e na frente romena, continuando suas atividades revolucionárias secundárias. Em 1916 casou-se com Antonia Ivanovna Nescheretova (em russo:  Антонина Ивановна Нещеретова). Teve um filho, Viktor, e uma filha, Olga.
Ulyanov permaneceu na Ucrânia durante o rescaldo da Revolução de Outubro e a Guerra Civil Russa, trabalhando para fortalecer o aparato partidário na Crimeia e foi presidente de curta duração da República Socialista Soviética da Criméia. Em 1921, se mudou para Moscou, onde trabalhou no Narkomzdrav (Comissariado do Povo da Saúde Pública), na Universidade Comunista dos Trabalhadores do Oriente, no departamento de pesquisa em saúde do Kremlin e no VI Museu Central de Lenin.
Durante os anos 1930, colaborou com sua irmã Maria para escrever reminiscências sobre seu célebre irmão, publicadas em forma de série. Foi delegado nos XVI e XVII Congressos do Partido Comunista da União Soviética. Morreu em Gorki Leninskiye, mas foi sepultado em Moscou. Muitas ruas e localidades da ex-União Soviética foram renomeadas em sua homenagem.